# Mark Elder
Sir Mark Philip Elder, CBE (Hexham, 2 giugno 1947), è un direttore d'orchestra britannico. È il direttore musicale dell'Hallé Orchestra di Manchester, Inghilterra.

## Vita e carriera
Elder nacque a Hexham, Northumberland, figlio di un dentista. Ha suonato il fagotto, quando era nella scuola primaria ed alla Bryanston School, Dorset, dove è stato uno dei musicisti più importanti (fagotto e tastiere) della sua generazione. Ha frequentato il College Corpus Christi di Cambridge, dove studiò musica ed è stato uno studioso di corale. In seguito divenne un protetto di Sir Edward Downes e acquisì esperienza di direzione nelle opere di Verdi in Australia, nel Teatro dell'opera di Sydney.
Elder e sua moglie Mandy hanno una figlia, Katie.

### ENO e la collaborazione con diverse orchestre
Dal 1979 al 1993 Elder è stato il direttore musicale della English National Opera (ENO). Era conosciuto come parte del team "Power House", che comprendeva anche il direttore generale Peter Jonas e il direttore artistico David Pountney, e che ha dato ad ENO diversi anni di grande successo di produzioni. Elder ha anche prestato servizio come direttore principale ospite della City of Birmingham Symphony Orchestra (1992-1995) e direttore musicale della Rochester Philharmonic Orchestra (1989-1994). Ha inoltre ricoperto incarichi di Direttore Ospite Principale della BBC Symphony Orchestra (1982-1985) e i London Mozart Players (1980-1983).

### Gli anni della Halle
Elder fu nominato direttore musicale della Hallé Orchestra nel 1999. Il suo primo concerto come direttore musicale è stato nel mese di ottobre del 2000.
Egli ha proposto diverse idee innovative per i concerti. Queste hanno compreso l'abbandono del tradizionale abito da concerto serale. Si ritiene generalmente che Elder abbia riportato l'orchestra ad elevati standard musicali, dopo un periodo in cui l'esistenza dell'orchestra era continuamente in forse. Nel 2004 firmò un contratto per estendere il suo mandato dal 2005 al 2008, con un'estensione facoltativa di due anni, alla fine di quel periodo. Un rapporto del 2005 ha indicato che Elder sarebbe rimasto con l'orchestra almeno fino al 2010.
Nel maggio del 2009 l'orchestra annunciò l'estensione del contratto di Elder fino al 2015. Nel novembre 2013, la Hallé ha annunciato l'ulteriore estensione del contratto di Elder fino "almeno al 2020". È stato Presidente del London Philharmonic Choir dal 2014 ad oggi.

### Dichiarazioni pubbliche
Diresse per la prima volta Last Night of the Proms nel 1987. Era stato programmato di dirigere ancora una volta nel 1990, ma le sue osservazioni sulla natura di alcune delle selezioni tradizionali dei Proms, nel contesto della imminente prima guerra del Golfo, portò al suo licenziamento da quell'impegno. Nel 2006 tornò a dirigere la BBC Symphony Orchestra per il suo secondo ingaggio "Last Night" e usò il tradizionale discorso al termine del concerto per criticare le restrizioni sul bagaglio degli aerei, in atto a seguito della scoperta di un complotto nel 2006 su un aereo transatlantico, che rese difficile per i musicisti portare i loro strumenti a bordo degli aerei. In un riferimento al fatto che i computer portatili sono ora autorizzati nelle cabine degli aerei, Elder ha dichiarato "... mi sembra che l'anno prossimo dovremo tutti guardare avanti per un Concerto per laptop e orchestra." Ha anche fatto un appello per i bambini per dar loro più opportunità di cantare a scuola.

### Premi
Ha vinto un Olivier Award nel 1991 per il suo eccellente lavoro alla English National Opera. Ha ricevuto il premio Direttore 2006 della Royal Philharmonic Society. Nell'aprile 2007 Elder è stato uno degli otto direttori di orchestre britanniche ad approvare il manifesto decennale per la sensibilizzazione alla musica classica, "Costruire sull'Eccellenza: Orchestre per il XXI secolo", per aumentare la presenza della musica classica nel Regno Unito, dando tra l'altro l'ingresso gratuito a tutti gli scolari britannici ad un concerto di musica classica. Elder ha ricevuto il cavalierato nel Queen's Birthday Honours di giugno 2008.

### L'Orchestra del secolo dei Lumi
Oltre ad essere coinvolto nelle orchestre sopra citate, Elder è diventato "artista principale" dell'Orchestra del secolo dei Lumi nel dicembre 2011. Come indicato nell'articolo: "Il suo primo progetto con la OAE come artista principale era [di dare] una rappresentazione di Roméo et Juliette di Berlioz il 18 febbraio 2012 presso la Royal Festival Hall di Londra".

### Stile
Descrivendo il suo stile di direzione, Elder ha dichiarato che, a differenza di Sir Adrian Boult, che era notoriamente uno che non sudava mai:

### Incisioni e scritti
Elder ha registrato per le etichette discografiche Hyperion, NMC, Chandos, Opera Rara,  e Glyndebourne, oltre che per la propria etichetta della Hallé Orchestra. In aggiunta alle sue attività di direzione e di registrazione, Elder ha anche scritto di musica per The Guardian e altri giornali.